# Dubnička
Dubnička é um município da Eslováquia, situado no distrito de Bánovce nad Bebravou, na região de Trenčín. Tem 8,11 km² de área e sua população em 2018 foi estimada em 125 habitantes. Foi citado pela primeira vez em documento oficial no ano de 1389.

## Demografia
| Ano:        | 1994 | 2004    | 2014    | 2024   |
| ----------- | ---- | ------- | ------- | ------ |
| Broj ljudi: | 91   | 75      | 118     | 123    |
| Razlika:    |      | -17,58% | +57,33% | +4,23% |

| Ano:               | 2023 | 2024   |
| ------------------ | ---- | ------ |
| Número de pessoas: | 124  | 123    |
| Diferença:         |      | -0,80% |